# Liopropoma danae
Liopropoma danae är en fiskart som först beskrevs av Kotthaus, 1970.  Liopropoma danae ingår i släktet Liopropoma och familjen havsabborrfiskar. Inga underarter finns listade i Catalogue of Life.